# Hòa Thạnh, Tam Bình
Hòa Thạnh là một xã cũ thuộc huyện Tam Bình, tỉnh Vĩnh Long, Việt Nam.

## Địa lý
Xã Hòa Thạnh nằm ở phía đông huyện Tam Bình, có vị trí địa lý:
- Phía đông giáp xã Tân An Luông huyện Vũng Liêm
- Phía tây giáp xã Hòa Lộc và xã Long An của huyện Long Hồ
- Phía nam giáp xã Hòa Hiệp và xã Xuân Hiệp của huyện Trà Ôn
- Phía bắc giáp xã Tân Long Hội và Tân Long huyện Mang Thít.

Xã Hòa Thạnh có diện tích 16,22 km², dân số năm 1999 là 9.029 người, mật độ dân số đạt 557 người/km².

## Hành chính
Xã Hòa Thạnh được chia thành 6 ấp: 1, 2, 3, Thạnh An, Thạnh Hiệp, Thạnh Trí.

## Lịch sử
Ngày 6 tháng 12 năm 2019, Hội đồng Nhân dân tỉnh Vĩnh Long ban hành Nghị quyết 228/NQ-HĐND về việc sáp nhập toàn bộ ấp 5 vào ấp Thạnh Hiệp.